# Cresseveuille
 Cresseveuille  es una población y comuna francesa, situada en la región de Baja Normandía, departamento de Calvados, en el distrito de Lisieux y cantón de Dozulé.

## Demografía
| 194 | 183 | 138 | 128 | 167 | 212 |
| Para los censos de 1962 a 1999 la población legal corresponde a la población sin duplicidades (Fuente: INSEE [Consultar]) |     |     |     |     |     |